# British Academy Television Awards de 2006
O British Academy Television Awards de 2006 (ou BAFTA TV Awards 2006) foi realizado no em 7 de maio de 2006 no Grosvenor House Hotel, em Londres. A cerimônia foi apresentada por Davina McCall e transmitida pela ITV no dia seguinte. Os indicados para o foram revelados em 27 de março.

## Vencedores
- Melhor Ator
  - Vencedor: Mark Rylance — The Government Inspector (Channel 4)
  - Indicados: Bernard Hill — A Very Social Secretary (More4); Denis Lawson — Bleak House (BBC One); Rufus Sewell — The Taming of the Shrew (BBC One)
- Melhor Atriz
  - Vencedora: Anna Maxwell Martin — Bleak House (BBC One)
  - Indicadas: Gillian Anderson — Bleak House (BBC One); Lucy Cohu — The Queen's Sister (Channel 4); Anne-Marie Duff — Shameless (Channel 4)
- Melhor Comédia (Programa ou Série)
  - Vencedor: Help (BBC / BBC Two)
  - Indicados: The Catherine Tate Show (Tiger Aspect Productions / BBC Two); Creature Comforts (Aardman Animations / ITV); Little Britain (BBC)
- Melhor Performance de Comédia
  - Vencedor: Chris Langham — The Thick of It (BBC Four);
  - Indicados: Peter Capaldi — The Thick of It (BBC Four); Ashley Jensen — Extras (BBC Two); Catherine Tate — The Catherine Tate Show (BBC Two)
- Melhor Minissérie
  - Vencedor: Bleak House (BBC / Deep Indigo Productions / WGBH / BBC One)
  - Indicados: Fingersmith (Sally Head Productions / BBC One); Funland (BBC / BBC Three); To the Ends of the Earth (BBC / Power Productions / Tightrope Pictures / BBC Two)
- Melhor Série Dramática
  - Vencedor: Doctor Who (BBC)
  - Indicados: Bodies (Hat Trick Productions / BBC Three); Shameless (Company Pictures / Channel 4); Spooks (Kudos Film and Television / BBC One)
- Melhor Telefilme
  - Vencedor: The Government Inspector (Mentorn Television / Stonehenge Films / Arte France Cinéma / Channel 4)
  - Indicados: Much Ado About Nothing (BBC Northern Ireland / BBC One); The Queen's Sister (Touchpaper Television / Channel 4); Red Dust (BBC / Distant Horizon / Videovision Entertainment / IDC Africa / BBC Films / BBC Two)
- Melhor Novela ou Drama Continuado
  - Vencedor: EastEnders (BBC / BBC One)
  - Indicados: Casualty (BBC / BBC One); Coronation Street (Granada Television / ITV); Holby City (BBC / BBC One)
- Melhores Assuntos Atuais
  - Venecdor: Dispatches - Beslan school hostage crisis|Beslan (Channel 4)
  - Indicados: Panorama Special - Undercover Nurse (BBC / BBC One); Dispatches - Iraq: The Reckoning (Channel 4); Storyville - A Company of Soldiers (BBC Four)
- Melhor Performance de Entretenimento
  - Vencedor: Jonathan Ross — Friday Night with Jonathan Ross (BBC One)
  - Indicados: Jeremy Clarkson — Top Gear (BBC Two); Jack Dee — Jack Dee Live at the Apollo (BBC One); Noel Edmonds — Deal or No Deal (Channel 4)
- Melhor Série Factual
  - Vencedor: Jamie's School Dinners (Fresh One Productions / Channel 4)
  - Indicados: 49 Up (Granada Television / ITV); Cocaine (Channel 4); Coast (BBC)
- Melhor Participação
  - Vencedor: The Apprentice (Talkback Thames / BBC Two)
  - Indicados: Dragons' Den (BBC / BBC Two); Ramsay's Kitchen Nightmares (Channel 4); Top Gear (BBC)
- Prêmio Flaherty de Melhor Documentário
  - Vencedor: Make Me Normal (Century Films / Channel 4)
  - Indicados: Children of Beslan (BBC Two); The Real Sex Traffic (Channel 4); Taxidermy: Stuff the World (Century Films / BBC Two)
- Prêmio Huw Wheldon de Melhor Especialista em Fatos
  - Vencedor: Holocaust: A Music Memorial Film (BBC / BBC Two)
  - Indicados: The Boy with the Incredible Brain (Focus Productions / Channel 5); Life in the Undergrowth (BBC); No Direction Home (Spitfire Pictures / BBC Two)
- Prêmio Lew Grade de Melhor Programa ou Série de Entretenimento
  - Vencedor: The X Factor (Talkback Thames / SYCOtv / ITV)
  - Indicados: Friday Night with Jonathan Ross (Open Mike Productions / BBC One); Have I Got News For You (Hat Trick Productions / BBC One); Strictly Come Dancing (BBC)
- Melhor Cobertura Jornalistica
  - Vencedor: BBC Ten O'Clock News - 7 July 2005, London Bombs (BBC / BBC One)
  - Indicados: Channel 4 News - The Attorney General Story (ITN / Channel 4); ITV Evening News - The Shooting of Jean Charles de Menezes (ITN / ITV); Sky News - 7 July bombings (Sky News)
- Melhor Sitcom
  - Vencedor: The Thick of It (BBC / BBC Four)
  - Indicados: Extras (BBC / HBO / BBC Two); Peep Show (Objective Productions / Channel 4); The Worst Week of My Life (Hat Trick Productions / BBC One)
- Melhor Esporte
  - Vencedor: The Ashes - England v Australia (Sunset + Vine / Channel 4)
  - Indicados: Champions League Final Live: AC Milan v Liverpool (Granada Sport / ITV); Formula One - United States Grand Prix (North One Television / Granada Sport / ITV); The Open Championship - Final Round of Jack Nicklaus (BBC / BBC Two)
- Melhor Interatividade
  - Vencedor: Coast (BBC/BBC Two)
  - Indicados: Channel 4 News - Breaking the News (Illumina Digital / ITN / Channel 4 / More 4); Not Forgotten / Lost Generation (Wall To Wall / Darlow Smithson Productions / Channel 4); Shakespeare's Stories (BBC)
- Prêmio Pioneiro
  - Vencedor: Doctor Who (BBC One)
  - Indicados: The Apprentice (BBC Two); Bleak House (BBC One); The Catherine Tate Show (BBC Two); Desperate Housewives (Channel 4); Jamie's School Dinners (Channel 4); Strictly Come Dancing (BBC One); The X-Factor (ITV)
- Prêmio Dennis Potter
  - Russell T Davies
- Prêmio Alan Clarke
  - Adam Curtis
- Prêmio Richard Dimbleby
  - Jamie Oliver
- BAFTA Fellowship
  - Ken Loach